# Affiches Myriam

Affiches Myriam de la campagne du publicitaire Avenir (Gare de Paris-Saint-Lazare, France, 2 septembre 1981).

Les affiches Myriam, nommées en référence au mannequin posant dessus, sont un ensemble de trois affiches d'une campagne publicitaire réalisée par l'agence CLM/BBDO pour l'afficheur Avenir, parues en France à la fin de l'été 1981. C'est l'un des premiers exemples de campagne aguicheuse.

## Histoire
Ce projet est une campagne du groupe d'affichage Avenir, qui voulait relancer le marché de l'affichage en montrant sa capacité d'action sur les espaces publicitaires de la capitale et surtout en province.
La campagne a été créée par Pierre Berville, concepteur rédacteur et Joël Le Berre, directeur artistique pour le compte de l'agence CLM/BBDO qui ont eu l'idée de la développer en affichage, alors qu'elle était prévue à l'origine simplement en presse professionnelle.
Les images sont l'œuvre de Jean-François Jonvelle, photographe de mode et de charme. La jeune femme, Myriam Szabo, avait été sa petite amie. Après leur rupture, bien qu'elle ait été choisie pour cette campagne, le photographe ne voulait plus travailler avec elle. Mais elle a finalement remplacé au pied levé le mannequin initialement prévu pour la campagne.
Fin août 1981, des panneaux publicitaires de différentes villes de France sont recouverts d'une affiche avec la photo d'une jeune femme en bikini, les poings sur les hanches, dos à la mer. L'affiche annonce seulement : « Le 2 septembre j'enlève le haut. »
Le 2 septembre, est collée, par-dessus le premier placard, une seconde affiche quasi identique, à ceci près que la jeune femme a effectivement ôté le haut de son maillot de bain, dévoilant ainsi ses seins. Le texte de l'affiche annonce alors : « Le 4 septembre j'enlève le bas. »
Le 4 septembre, la troisième et dernière affiche montre le modèle ayant retiré le bas de son maillot de bain, mais cette fois, celle-ci pose de dos, face à la mer, révélant ses fesses dénudées. Cette dernière affiche indique le slogan : « Avenir l'afficheur qui tient ses promesses. »
Ultérieurement, Myriam Szabo apparaît intégralement nue sur la couverture et dans les pages intérieures du magazine Photo no 170 de novembre 1981.
En octobre 2022, soit 41 ans plus tard, une nouvelle campagne d'affichage voit le jour, toujours avec Myriam Szabo. Cette dernière reprend la même posture qu'en 1981, avec un slogan similaire : « Le 2 novembre j'enlève encore le haut. » Ce jour-là, un nouveau visuel est dévoilé où Myriam ne retire pas le haut de son maillot de bain, mais le haut de l'affiche. Il s'agit d'une campagne orchestrée par l'entreprise Giraudy (ex Exterion Media), spécialisée dans l'affichage publicitaire depuis 1911, avec l'agence de communication LGM&co,,.

## Importance
La série des affiches Myriam est l'un des premiers exemples en France de nouvelles formes de campagne d'affichage dites de « teasing » (ou campagnes aguichantes). Leur réalisation rend publique la capacité d'Avenir à pouvoir synchroniser sur tout son parc de panneaux le même « événement » sur trois jours. Si les expressions : « demain, j'enlève le haut » et « demain, j'enlève le bas » font sensation à l'époque, elles sont restées une référence en matière de slogan publicitaire et de campagne d'affichage,,.
En 1982, ces affiches ont remporté le Grand Prix de l'affichage décerné par l'Union de la publicité extérieure. Certains y voient à l'époque des images pornographiques, mais Jean-François Jonvelle fait remarquer qu'« on aurait pas pu faire cette campagne sous Giscard », soulignant la liberté de création liée aux années 1980.

## Myriam Szabo

### Suite de la carrière
Après cette campagne, Myriam Szabo choisit d'arrêter progressivement la carrière de mannequinat. Elle recentre sa carrière sur la danse et quelques autres disciplines du corps qu'elle pratiquait déjà avant, comme le qi gong, le yoga et des arts martiaux méditatifs. À partir de 1981, elle anime des retraites d'études et de méditation, produit des festivals de danse, et danse en soliste. Ayant renoncé à la célébrité, elle se consacre au bouddhisme tibétain et à la danse à partir de 1982. Elle change de nom pour prendre celui de Yumma Mudra. 
Son autobiographie, intitulée La Voie qui danse, sort en janvier 2012, aux éditions François Bourin. Elle est consacrée à son enfance difficile, sa soudaine notoriété, ainsi qu'à son mode de vie entre croyance bouddhiste et danse libératrice,,.

### Ouvrages (sous le nom de Yumma Mudra)
- Yumma Mudra, La Voie qui danse, éditions François Bourin, 19 janvier 2012, 407 p. (ISBN 978-2849412916).
- Yumma Mudra, L'île de Bee : La béance des sens, éditions Le Souffle d'Or, 12 octobre 2021, 254 p. (ISBN 978-2840588016).